# Heilig Hartbeeld (Haanrade, Meuserstraat)
Het Heilig Hartbeeld is een standbeeld in de Haanrade in de gemeente Kerkrade in de Nederlandse provincie Limburg.

## Achtergrond
De Heilig Hart van Jezuskerk aan de Meuserstraat werd gebouwd naar een ontwerp van de Roermondse architecten Caspar Franssen en Joseph Franssen. Beeldhouwer Victor Sprenkels maakte voor een Heilig Hartbeeld dat werd geplaatst op het voorplein van de kerk. De kerk en het beeld werden op 7 augustus 1932 ingewijd.
Op de begraafplaats aan het Kloosterbosvoetpad, zo'n 100 meter ten noordwesten van de kerk, werd na de Tweede Wereldoorlog ook een Heilig Hartbeeld geplaatst, ter herinnering aan een van de oorlogsslachtoffers.

## Beschrijving
Het beeld is een twee meter hoog zandstenen Christusfiguur, gekleed in een lang, gedrapeerd gewaad en omhangen met een mantel. Hij houdt zijn rechterarm omlaag langs zijn lichaam en wijst met zijn linkerhand naar het Heilig Hart op de borst. In beide handen zijn de stigmata zichtbaar.

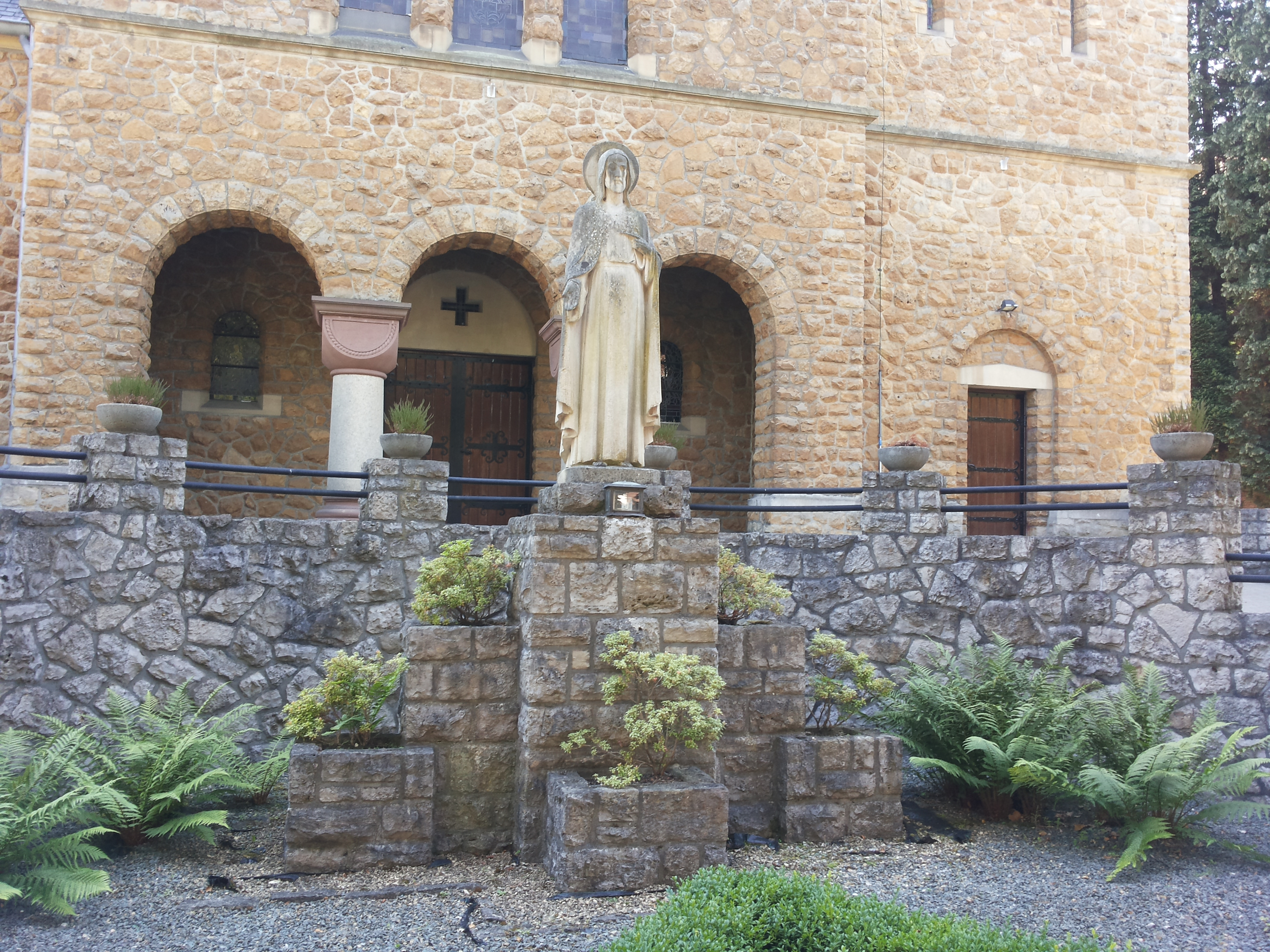
Het Hartbeeld met sokkel

Het beeld staat op een van Kunradersteen gemetselde, getrapte sokkel met bloembakken. Het wordt aan de achterzijde omgeven door een natuurstenen muurtje, waarbovenop een hekwerk is geplaatst van natuurstenen kolommen met ijzeren stangen ertussen.